# Khākī-ye Shekarābād
Khākī-ye Shekarābād (persiska: خاكئ شِكَر آباد) är en ort i Iran.   Den ligger i provinsen Lorestan, i den västra delen av landet, 400 km väster om huvudstaden Teheran. Khākī-ye Shekarābād ligger 1 844 meter över havet och antalet invånare är 118.
Terrängen runt Khākī-ye Shekarābād är kuperad. Runt Khākī-ye Shekarābād är det ganska tätbefolkat, med 56 invånare per kvadratkilometer. Närmaste större samhälle är Harsīn, 12,0 km norr om Khākī-ye Shekarābād. Omgivningarna runt Khākī-ye Shekarābād är i huvudsak ett öppet busklandskap.